# Operación Orquídea
La operación Orquídea, también referida como operación Capricornio C-7 fue una operación secreta llevada a cabo por el segundo gobierno de Carlos Andrés Pérez en Nicaragua en 1990 y coordinada por el ministro de Relaciones Exteriores, Reinaldo Figueredo para reforzar la seguridad física de la presidenta Violeta Chamorro.

## Historia
Después de que las Fuerzas Armadas de Venezuela consideraran la misión peligrosa y declinaran su participación, el presidente Carlos Andrés Pérez envió un contingente especial por orden propia.
El contingente policial venezolano llegó a Managua el 20 de abril de 1990 para reforzar la seguridad física de la recién electa presidenta Violeta Chamorro durante siete meses. Este estuvo integrado por 40 efectivos del grupo CETA de acciones especiales de la Policía Metropolitana, 14 funcionarios del grupo Comando de la Dirección de los Servicios de Inteligencia y 4 expertos en explosivos, miembros también de la policía.
El inspector Freddy Bernal fue uno de los participantes, declarando en 1996 que el día que llegó habló con la presidenta Chamorro «y le dije que en caso de urgencia la íbamos a asilar», sin embargo ella se negó a abandonar el país en ningún caso, por lo que Bernal después dio «instrucciones para que si la presidenta se ponía terca la metieran en una embajada, porque ella era responsabilidad nuestra».
Efectivos del Frente Sandinista de Liberación Nacional les entregaron armas a los efectivos venezolanos y los entrenaron para su uso. Sin embargo, según Freddy Bernal:

Cuando llegamos a Managua nos sentimos rechazados por los sandinistas y el pueblo porque nos llamaban los sicarios de CAP.

Dicha operación fue descubierta y fue investigada durante el juicio al presidente Pérez, donde se comprobó el uso de 250 millones de bolívares pertenecientes al presupuesto del Ministerio de Relaciones Interiores de Venezuela para financiar las elecciones en Nicaragua y apoyar al gobierno Violeta Chamorro, lo que terminó en la destitución a Pérez y su arresto domiciliario.